# Ilgar Mammadov (militaire)
Ilgar Mammadov est le chef de l'École militaire supérieure des troupes intérieures de la république d'Azerbaïdjan.

## Biographie
Il est né le 7 octobre 1970 à Şirvan, en Azerbaïdjan. Il est diplômé de l'École militaire supérieure des forces armées de l'URSS de Lviv en 1991, de l'Académie militaire des forces armées de la République d'Azerbaïdjan en 2005 et de l'Académie militaire des forces armées de la République de Turquie en 2009.
Par décret du président de la république d'Azerbaïdjan du 25 février 2014, le général de division Ilgar Mammadov a été nommé chef de l'École militaire supérieure des troupes intérieures de la république d'Azerbaïdjan.
Il est marié et a deux enfants.

## Prix
- Médaille pour services militaires